# Adult Swim
Adult Swim este un canal TV de filme similar cu Turner Classic Movies, fiind deținut de Warner Bros. Discovery.
Acest canal a fost lansat la 2 septembrie 2001.

## Canale similare
- Turner Classic Movies
- Cartoon Network
- Boomerang
- Toonami
- Cartoonito
- CNN
- TNT
- TruTV

## Vezi și
- Adult Swim (Canada)